# Seo Jong-min
Seo Jong-min (kor. 서 종민, * 9. Mai 2002 in Seoul) ist ein südkoreanischer Fußballspieler. Der offensive Mittelfeldakteur steht beim First Vienna FC unter Vertrag.

## Karriere
Seo wechselte im Jahr 2011 in die Nachwuchsabteilung von Eintracht Frankfurt. Sein Vater  Seo Dong-won, früher Erstligaspieler in Südkorea, China und Japan, arbeitete während dieser Zeit beim SV Darmstadt 98 als Co-Trainer für die U-19 und die zweite Mannschaft des SV Darmstadt 98. Im Jahr 2014 wechselte er zurück nach Südkorea, um dort die Middle School abzuschließen. Nebenbei spielte er in einer Schulmannschaftsauswahl weiterhin Fußball. Im Jahr 2017 zog es ihn zurück nach Hessen. Er wechselte in die Nachwuchsabteilung des SV Darmstadt 98. Ein Jahr später zog er weiter und wechselte zurück in die Nachwuchsabteilung der Eintracht und spielte dort in der B-Junioren- und A-Junioren-Bundesliga.
Ende Mai 2021 absolvierte Seo ein Probetraining bei Dynamo Dresden. Seo konnte die Verantwortlichen mit seinen Leistungen überzeugen und wechselte zur Saison 2021/22 zu Zweitligaaufsteiger Dynamo Dresden. Für Dynamo kam er bis zum 21. Spieltag zu vier Kurzeinsätzen in der 2. Bundesliga. Im Februar 2022 wurde Seo an den österreichischen Zweitligisten FC Wacker Innsbruck verliehen. Bis zum Ende der Leihe kam er zu elf Einsätzen in der 2. Liga, in denen er vier Tore erzielte. Nach seiner Rückkehr wurde er in Dresden nur noch im Sachsenpokal eingesetzt und so wechselte er im Januar 2024 weiter nach Norwegen zum FK Haugesund. Für den Erstligisten kam er nur in einem Pokalspiel gegen Torvastad IL (1:3 n. E.) zum Einsatz, in dem er einen Treffer erzielen konnte. Ansonsten spielte er zwei Mal für dessen Reservemannschaft in der drittklassigen PostNord-Ligaen. Im Sommer verließ Seo den Verein wieder und schloss sich im September dem deutschen Regionalligisten Chemnitzer FC an. Für Chemnitz kam er zu 26 Regionalligaeinsätzen, in denen er achtmal traf.
Im Juli 2025 wechselte Seo ein zweites Mal nach Österreich und schloss sich Zweitligist First Vienna FC an, bei dem er einen bis 2027 laufenden Vertrag erhielt.